# 方位

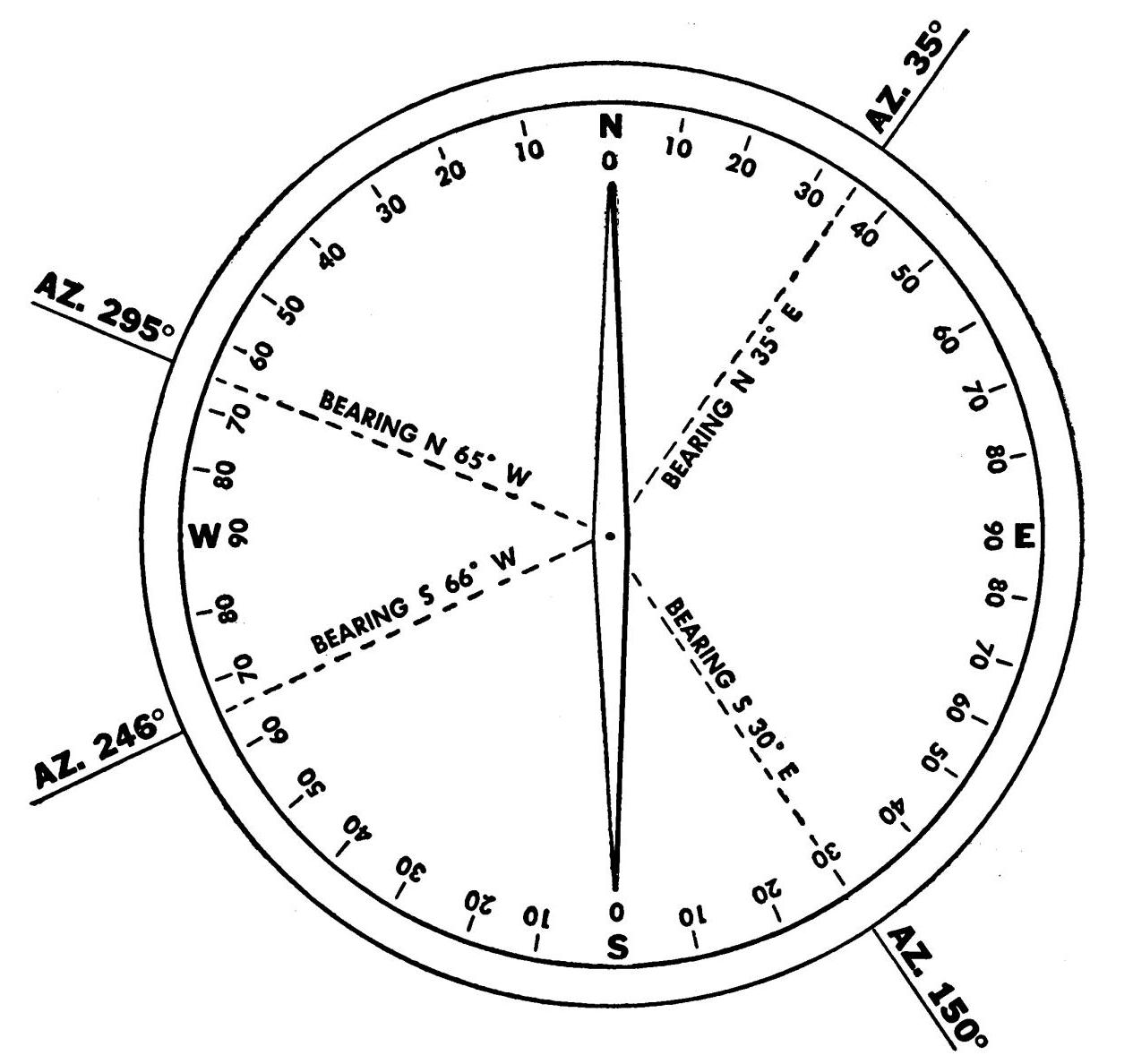
图示方位（bearings）与方位角（azimuths）

方位（orientation，aspect，bearing）是各方向的位置。四方位或基本方位就是東南西北；东北、东南、西北、西南为中间方位。

## 东西方向的定义

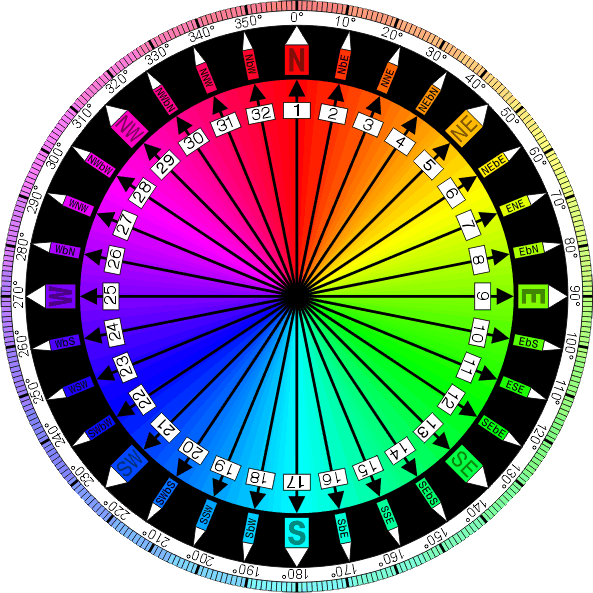
罗经盘（compass card）的方位

在地球球面上，顺着地球自转的方向为东方，逆着地球自转的方向为西方。
日出方位并不一定是正东方向，日落方向也并不一定是正西方向。如果太阳直射点在北半球，太阳从东偏北方向升起，从西偏北方向落下，太阳直射点纬度或当地纬度越高这个偏角越大。同理，如果如果太阳直射点在南半球，太阳从东偏南方向升起，从西偏南方向落下，太阳直射点纬度或当地纬度越高这个偏角越大。只有在春分和秋分时，太阳才是从正东方向升起，正西方向落下。

## 中國古代方位

中國古代方位

中國古代曾用地支、八卦、天干表示方位。

### 地支方位
地支方位以子為北方，午為南方，大致對應地球與太陽的相對方位。南北向的經線也是子午線，午門就是南門。《靈樞·衛氣行》：「歲有十二月，日有十二辰，子午為經，卯酉為緯，……」，所以有“北子南午，东卯西酉”之说。因此“卯酉线”就是东西向的线，“子午线”就是南北向的线。
| 地支方位 | 子 | 丑 | 寅 | 卯 | 辰 | 巳 | 午 | 未 | 申 | 酉 | 戌 | 亥 | 子 |
| 四方位   | 北 |    |    | 東 |    |    | 南 |    |    | 西 |    |    | 北 |

### 先天八卦方位
| 乾 | 兌   | 離 | 震   | 巽   | 坎 | 艮   | 坤 |
| 上 | 上左 | 左 | 左下 | 上右 | 右 | 右下 | 下 |
| 前 | 前左 | 左 | 左後 | 前右 | 右 | 右後 | 後 |
| 南 | 東南 | 東 | 東北 | 西南 | 西 | 西北 | 北 |

### 後天八卦方位
| 坎 | 艮   | 震 | 巽   | 離 | 坤   | 兌 | 乾   | 坎 |
| 北 | 東北 | 東 | 東南 | 南 | 西南 | 西 | 西北 | 北 |

### 地支、八卦、天干綜合24方位
| 子 | 癸 | 丑 | 艮   | 寅 | 甲 | 卯 | 乙 | 辰 | 巽   | 巳 | 丙 | 午 | 丁 | 未 | 坤   | 申 | 庚 | 酉 | 辛 | 戌 | 乾   | 亥 | 壬 | 子 |
| 北 |    |    | 東北 |    |    | 東 |    |    | 東南 |    |    | 南 |    |    | 西南 |    |    | 西 |    |    | 西北 |    |    | 北 |

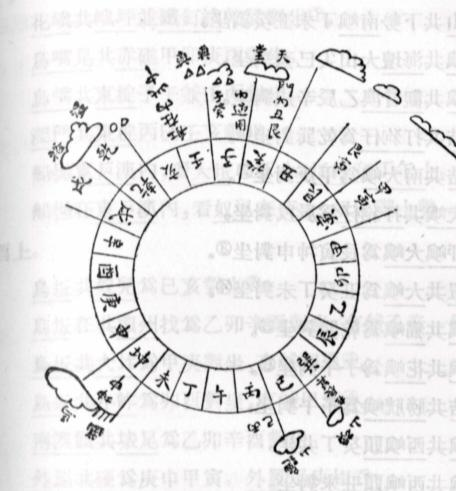
明代航海罗盘24方位图

北同坎、子。東同震、卯。南同離、午。西同兌、酉。東北同艮。東南同巽。西南同坤。西北同乾。明代航海家还用二相邻方位表示二相邻方位的中间数，例如甲寅=67.5度，甲卯=82.5度。

### 六合方位
中国古代还有六合一说表示空间方位。一种说法是：前、后、左、右、上、下；另一种说法是：南、北、东、西、上、下。

## 鐘面方位
當傳統鐘面顯示12小時制時，表示方位也有用幾點鐘方向的講法。軍用飛行器飛行員常用鐘面方位表示方向。
| 鐘面方位 | 12點鐘 | 1點鐘 | 2點鐘 | 3點鐘 | 4點鐘 | 5點鐘 | 6點鐘 | 7點鐘 | 8點鐘 | 9點鐘 | 10點鐘 | 11點鐘 | 12點鐘 |
| 四方位   | 北     |       |       | 東    |       |       | 南    |       |       | 西    |        |        | 北     |

## 方向的抽象含义
“方向比努力更重要”，也即诠释了方向具有类似目标的概念，但是又不同于目标，目标是终点，而方向的作用便是指引到达终点。